# Emassjön
Emassjön eller Stor Emasträsk är en sjö i Finland. Den ligger i kommunen Kronoby i landskapet Österbotten, i den centrala delen av landet, 400 km norr om huvudstaden Helsingfors. Emassjön ligger 63,6 meter över havet. Den ligger vid Evijärvi (sjö). I omgivningarna runt Emassjön växer i huvudsak blandskog. I sjön finns bland annat öarna Lindholmen och Granholmen. Arean är 86,6 hektar och strandlinjen är 6,04 kilometer lång. Sjön  ingår i Esse å huvudavrinningsområde. 